# 中部 (企業)
株式会社中部（ちゅうぶ、英: Chubu Engineering Corporation）は、愛知県豊橋市に本社を置く建設会社である。
サーラグループの1社で愛知県東三河や静岡県遠州を中心に各種設備工事やインフラ整備工事等を行っている。

## 沿革
- 1963年（昭和38年）4月20日 - 「中部設備工業株式会社」として設立。
- 1964年（昭和39年）7月 - 「株式会社中部」に商号を変更。
- 1991年（平成3年）5月 - 名古屋証券取引所市場第二部に株式を上場。
- 2002年（平成14年）
  - 4月23日 - 共同持株会社設立の為上場廃止。
  - 5月1日 - ガステックサービス株式会社および新協オートサービス株式会社と共同持株会社である株式会社サーラコーポレーションを設立。
- 2010年（平成22年）
  - 1月4日 - グループ会社であるガステックサービス株式会社および中部瓦斯株式会社から株式会社ジーワークスの全株式を取得し子会社化。
  - 4月1日 - 株式会社ジーワークスを合併し、TF事業部とする。
- 2011年（平成23年）7月1日 - 株式会社鈴木組の全株式を取得し子会社化[1]。
- 2012年（平成24年）
  - 4月1日 - 子会社の中設工事株式会社を吸収合併。
  - 4月  - 子会社の株式会社中部技術サービスが同じく子会社の中部三洋システム株式会社と合併。

## 事業所
- 本社（愛知県豊橋市）
- 浜松支店（静岡県浜松市中央区）
- 西三河支店（愛知県岡崎市）
- 名古屋支店（愛知県名古屋市西区）
- 東京支店（東京都千代田区）
- 豊川営業所（愛知県豊川市）
- 蒲郡営業所（愛知県蒲郡市）
- 新城営業所（愛知県新城市）
- 田原営業所（愛知県田原市）
- 高浜営業所（愛知県高浜市）
- 中遠営業所（静岡県掛川市）
- 湖西営業所（静岡県湖西市）
- 東北営業所（宮城県仙台市太白区）
- TF豊橋（愛知県豊橋市）
- TF浜松（静岡県浜松市中央区）
- 東海・中部アスコンJV（愛知県豊橋市）

## 関連会社
- 神野建設株式会社
- 株式会社中部技術サービス
- 株式会社鈴木組
- 西遠コンクリート工業株式会社
- トキワ道路株式会社
- 株式会社誠和警備保障
- 株式会社中部ビルサービス
- 株式会社昭和クリーナー
- テクノシステム株式会社